# Avellaneda megye (Santiago del Estero)
Avellaneda egy megye Argentína északi részén, Santiago del Estero tartományban. Székhelye Herrera.

## Népesség
A megye népessége a közelmúltban a következőképpen változott:
| Év   | Lakosság |
| ---- | -------- |
| 2001 | 19 339   |
| 2010 | 20 763   |